# Wojo Oema
Wojo Oema is een standbeeld op het William Kraanplein in Paramaribo, Suriname.
Een wojo oema is een marktvrouw. Zij droeg op haar hoofd een feda, oftewel een hoofdtooi die door de eenvoudige bindwijze snel was gemaakt. Aan haar rok had ze een zak waarin ze haar geld bewaarde. Aan haar voeten had ze snesi klompu (Chinese klompen) of tip tip (Javaanse slippers met een stuk binnenband van een fiets over de wreef). Als ze uitging droeg ze pantoffels.
Het standbeeld was bestemd voor plaatsing bij de Centrale Markt, maar belandde bij de markt van Poelepantje, iets verder dan het William Kraanplein (toen Poelepantjeplein). Door aanleg van wegen was er onvoldoende plek over en werd het beeld overgebracht naar het directoraat Cultuur. Laddy van Putten van het directoraat liet het beeld in 1988 overbrengen naar het Surinaams Museum, dat zich toen aan de Commewijnestraat bevond. Na enig aandringen vanuit verschillende hoek werd het beeld vervolgens verplaatst naar het William Kraanplein.